# Neomphaloidea
Neomphaloidea là một siêu họ thuộc phân lớp Vetigastropoda (ghi nhận tại taxonomy of the Gastropoda by Bouchet & Rocroi, 2005), bao gồm một số loài ốc biển, là các động vật thân mềm chân bụng sống ở biển. Chúng thường được biết đến với tên "hydrothermal vent limpets".
Một siêu họ ngang hàng với Neomphaloidea là Lepetodriloidea, đều thuộc phân lớp Vetigastropoda.

## Các họ trong Neomphaloidea
Các họ chính dưới cấp họ Neomphaloidea:
- Melanodrymiidae Salvini-Plawen & Steiner, 1995
- Neomphalidae McLean, 1981
- Peltospiridae McLean, 1989

Các họ phụ hoặc không chính thức khác:
- Helicrenion Warén & Bouchet, 1993
- Retiskenea Warén & Bouchet, 2001
- Vetulonia Dall, 1913